# Idrias
Idrias (en griego antiguo, Ἰδριάς) fue una antigua ciudad griega de Caria.
Se ha sugerido que Idrias podría identificarse con la ciudad que los textos hititas de la Edad del Bronce denominan Atriya.
Heródoto cita el territorio de Idrias en el libro V de su Historia, al que denomina Idríade. Allí nacía el río Marsias, que es afluente del Meandro.
Idrias perteneció a la Liga de Delos puesto que como tal aparece mencionada en un decreto ateniense del año 425/4 a. C.
Posteriormente, según la opinión de Mehmet Çetin Şahin, Idrias se llamó Hiera Kome (cuyo significado es «aldea sagrada»). Además, dado que Esteban de Bizancio recoge una información de Apolonio de Afrodisias según la cual llama Crisaóride a la ciudad de Idrias, que Pausanias dice que Estratonicea antes se llamaba Crisaóride y  que Estrabón habla del culto de Zeus Crisaoreo cerca de Estratonicea y de que esta ciudad lideraba una liga de poblaciones llamada liga de los crisaoreos, es probable que Idrias fue una de las poblaciones que se unió en sinecismo para fundar Estratonicea y permaneció como uno de sus distritos.